# Rosenthal am Rennsteig
Rosenthal am Rennsteig é um município da Alemanha, situado no distrito de Saale-Orla, no estado da Turíngia. Tem 56,49 km² de área, e sua população em 2019 foi estimada em 3.989 habitantes. Foi formado em 1 de janeiro de 2019, após a fusão dos antigos municípios de Birkenhügel, Blankenberg, Blankenstein, Harra, Neundorf bei Lobenstein, Pottiga e Schlegel.